# Microchilus integrus
Microchilus integrus är en orkidéart som beskrevs av Paul Ormerod. Microchilus integrus ingår i släktet Microchilus och familjen orkidéer. Inga underarter finns listade i Catalogue of Life.